# Ducado de Benevento
O Ducato de Benevento foi um Estado que existiu na península Itálica após a queda do Império Romano do Ocidente. Este ducado, assim como o Ducado de Espoleto e o chamado Reino Lombardo, estava sob domínio dos lombardos. Constituía o extremo meridional do domínio lombardo na Itália e tinha como capital a antiga cidade de Benevento.
Formalmente sujeito ao domínio do Papa, que dominava a região central da Itália e separava geograficamente o ducado de Benevento do Reino Lombardo ao norte, este ducado foi substancialmente independente desde sua fundação. O seu destino foi estreitamente ligado à coroa real lombarda apenas durante o reinado de Grimualdo (662-671) e dos soberanos que sucederam a Liuprando (712-744). Depois da queda do reino, o ducado de Benevento permaneceu como único território lombardo a manter-se de facto independente por quase trezentos anos, apesar da divisão de seu território em 851.

## Origem
As circunstâncias da constituição do ducado são ainda debatidas entre os historiadores, uma vez que a fonte principal, Paulo Diácono, escreveu cerca de dois séculos depois dos eventos e é obscuro a respeito. A data de fundação permanece de fato controversa porque as notícias a respeito contrastam com os primeiros tempos da entrada dos lombardos na península Itálica, que segundo alguns teriam estado presentes no Mezzogiorno bem antes da completa conquista da vale do rio Pó, no norte da península.
Em todo caso, a fundação do ducado é aceita como 576 e os lombardos teriam chegado somente em seguida, por volta de 590. O que é certo é que o primeiro duque foi Zoto, comandante de uma horda de soldados que estava vindo ao sul da península ao longo da costa da Campânia. O ducado foi constituído como entidade estatal independente, mas logo Zoto foi obrigado a submeter-se à autoridade real constituída no norte da Itália ( Reino Lombardo). Foi sucedido pelo sobrinho Arequi Del Zoto, tornando-se Arequi I, que com a sua ascensão ao poder inaugurou a adoção do princípio de sucessão hereditária, quase inexistente na cultura política lombarda.

Fronteiras da Itália bizantina e lombarda no século VII

A submissão de Zoto à coroa não limitou muito a autonomia do ducado, que embora sendo parte do reino se manteve essencialmente independente. Portanto, entre Benevento e o resto do domínio lombardo existia uma forte comunhão de origens: compartilhavam a língua, as leis, a religião. Além disso, era comum os duques de Benevento desposarem princesas da família real. Mas se de um lado existiam inegáveis tratos comuns, de outra permanecia uma distância geográfica que logo se transferiu ao plano cultural. Os duques de Benevento e os soberanos de Pávia estavam de fato separados por um vasto território que respondia à aliança com Roma ou com o Exarcado de Ravena. Autonomia cultural gerada foi a consequência natural deste estado de coisas. Na Igreja de Benevento, por exemplo, desenvolveu-se e difundiu um tipo diferente de canto litúrgico, o canto beneventano, que resistiu à difusão dos cantos gregorianos até o século XI. E neste âmbito de autonomia desenvolveu-se também a forma de escrita chamada beneventana, através da qual se escrevia o latim.
Preciosas informações sobre a história deste Estado lombardo provém dos escritores de século VIII Paulo Diácono, chegado a Benevento em seguida a uma princesa de Pávia, esposa do duque. Estabelecido no grande monastério de Montecassino, Diácono escreveu primeiro a história de Roma, depois a dos lombardos, tornando-se a principal fonte de informações históricas sobre sua origem até aquele momento.

## Evolução histórica

Ducados lombardos na Itália meridional

No reinado dos sucessores de Zoto, o ducado começou a expandir-se às custas do Império Bizantino. O rei Arequi Del Zoto ou Arequi II, proveniente do ducado do Friul, submeteu ao domínio de Benevento as cidades de Cápua e Crotone, saqueou a bizantina Amalfi, mas não conseguiu apossar-se de Nápoles. Quando ele morreu, as possessões bizantinas no sul da Itália estavam notavelmente reduzidas. Ao Império Bizantino restavam somente Nápoles, Amalfi, Gaeta, Sorrento, parte da Calábria e as cidades marítimas da Apúlia (Bari, Brindisi, Otranto).
Em 662, o duque Grimualdo (no poder desde 647) foi ao reino do norte em apoio ao rei Godeberto, em luta com o irmão Bertarido, seu co-regente. Grimualdo compreendeu bem a ocasião que se lhe oferecia e, abandonando os pactos e as alianças, matou ambos irmãos e conquistou Pávia, tornando-se rei dos lombardos. Nestes anos tentou promover o arianismo às custas do catolicismo, difundido pelo último rei Ariperto I. Mas o arianismo estava já perdendo força também no seu ducado, perdendo assim aquela característica que distinguia a minoria étnica lombarda e a população de língua latina. O catolicismo favoreceu a fusão dos dois componentes e a formação de uma consciência nacional única.
Em 663, Benevento foi submetida ao assédio dos bizantinos. Estes, guiados por Constante II, desembarcaram em Taranto na tentativa de recuperar os domínios perdidos e restabelecer a autoridade do Império sobre o sul da Itália. O duque Romualdo I defendeu corajosamente a cidade. Romualdo interceptou parte do exército bizantino em Forino, entre Avelino e Salerno, e o aniquilou. A paz entre o ducado e o Impérios foi selada somente em 680.
Nos decênios seguintes, Benevento conseguiu tomar dos bizantinos diversos territórios. Mas neste ponto, o principal inimigo do ducado era o próprio Reino Lombardo do norte da Península Itálica. O rei Liuprando interveio muitas vezes nos assunto beneventanos, tentando impor candidatos próprios ao trono ducal. O seu sucessor, Raquis, declarou os ducados de Benevento e de Espoleto territórios estrangeiros, nos quais era proibido circular sem uma permissão real regular.

## De ducado a principado
Em 758, os atritos entre as partes meridional e setentrional do domínio lombardo se acumularam. As cidades de Espoleto e Benevento foram ocupadas durante um certo período por Desidério, mas com a derrota deste último e a conquista do reino lombardo pelo rei franco Carlos Magno (774), o trono lombardo ficou vago. O duque Arequi II pensou em aproveitar a situação e tentar um golpe para apossar-se da coroa. Mas o empreendimento se  revelou rapidamente impraticável, sobretudo porque deste modo o Duque Arequi II teria atraído a si mesmo a atenção dos francos, expondo-se a fáceis perigos. O duque não perdeu a ocasião de aumentar a própria dignidade e atribuiu-se o título de Príncipe, elevando o seu domínio a Principado. A sua ascensão deveria porém interromper-se: em 787 o assédio de Salerno por Carlos Magno o obrigou a submeter-se ao domínio dos francos.

O Ducado no século VIII

Neste período Benevento foi indicada por um cronista com o apelativo de Ticinum geminum (gêmea do Ticino): na prática, foi considerada uma segunda Pávia. A cidade teve efetivamente importantes intervenções de ampliação: Arequi expandiu a velha cidade romana, estendendo novos muros e fortificações também na parte sudoeste da cidade. Lá o príncipe pôs ao solo as velhas construções e edificou um novo palácio principesco, cuja parte interna é ainda hoje visível na parte da acrópole chamada Piano di Corte. Como os seus inimigos bizantinos, os duques integraram na arquitetura do palácio à sua igreja nacional, a de Santa Sofia.
Em 788, o principado foi novamente invadido pelas tropas bizantinas, guiadas desta vez por Adelqui, o filho de Desidério, que tinha encontrado refúgio em Constantinopla. Uma tentativa de conquista foi habilmente derrotada pelo filho de Arequi II, Grimualdo III. Na guerra contra Adelqui tomaram parte também os francos, que durante as hostilidades se lançaram muitas vezes ao ataque do próprio território de Benevento, obtendo algumas pequenas conquistas. Notável foi somente a anexação de Chieti ao Ducado de Espoleto.
Em 814, o imperador Ludovico o Pio tentou ainda uma vez a submissão de Benevento e o príncipe Grimualdo IV lhe fez algumas vagas promessas de tributos e obediência. Nenhuma dessas promessas, renovadas pelo sucessor Sicone, foram realmente observadas: ao contrário, o poder sempre declinante dos soberanos carolíngios permitiu ao principado aumentar as margens de sua própria autonomia.

## O declínio e a chegada dos normandos
Os primeiros decênios do século XI viram Benevento declinar muito mais rapidamente que outros ducados como Salerno, então em posição de absoluta predominância, ou Cápua. O imperador Henrique II, em 1022, conquistou Cápua e Benevento, mas foi obrigado a um rápido retorno à Alemanha depois do assédio de Troia. Foram estes os anos da chegada dos normandos ao sul da Península Itálica. Benevento, que havia aceitado a submissão aos Estados Pontifícios, foi para esses somente um fraco aliado. O duque de Benevento, todavia, tinha então bastante prestígio para poder mandar seu filho, Atenolfo, comandar a rebelião normando-lombarda na Apúlia. Em realidade, foi um desastre: Atenolfo abandonou repentinamente o empreendimento e Benevento perdeu então tudo o que restava de sua influência.

## O fim do ducado
Roberto Guiscardo conquistou Benevento em 1053 e declarou a submissão formal ao papado. De Roma foi nomeada uma série de duques lombardos menores até 1078, quando a Santa Sé deu o governo do principado ao próprio Guiscardo. Mas já em 1081, o governo foi restituído novamente ao papado. Benevento foi reduzida dali em diante a uma pequena cidade marginal e isto era tudo que restava de um principado uma vez poderoso, capaz de determinar a rota da política no Mezzogiorno por muitas gerações. Deste momento em diante não foram mais nomeados duques nem príncipes. Somente em 1806, depois da conquista de Benevento por Napoleão, o título de duque foi atribuído ao príncipe Charles Maurice de Talleyrand. Mas o título não tinha nenhum significado concreto e desapareceu com Napoleão em 1815. Benevento permaneceu como domínio pontifício até a unificação italiana em 1861.

## Lista de Duques de Benevento
- Zoto - (571-591)
- Arequi I - (591-641)
- Aione I - (641-642)
- Radoaldo - (642-647)
- Grimualdo I - (647-662), rei dos lombardos - (662-671)
- Romualdo I - (662-687)
- Grimualdo II - (687-689)
- Gisolfo I - (689-706)
- Romualdo II - (706-731)
- Andelais - (731-732)
- Gregório - (732-739)
- Godescalco - (739-742)
- Gisolfo II - (742-751)
- Liuprando - (751-758). Rei dos Lombardos - (712-744)
- Arequi II - (758-788)
- Elevado ao estado de Principado (774)
- Anexado ao reino franco (774)
- Grimualdo III - (788-806)
- Grimualdo IV - (806-81)
- Sicone - (817-832)
- Sicardo - (832-839)
- Radelqui I - (839-853)
- Adelqui - (853-878)
- Gaideri - (878-881)
- Radelqui II - (881-884)/(897-900)
- Aione II - (884-890)
- Interregno de (890-897)
- Atenolfo - (900-910)
- Landolfo I - (910-943)
- Landolfo II - (943-961)
- Pandolfo I - (943-959)/(961-981)
- Landolfo III - (959-968)
- Landolfo IV - (968-981)
- Pandolfo II - (981-1014)
- Landolfo V - (987-1053)
- Pandolfo III - (1013-1053)
- Domínio Normando - (1053-1139);
- Anexado aos Estados Pontifícios - (1139-1806)